# Imteste5
Investmoney Securitizadora S.A. é uma empresa brasileira de serviços financeiros sediada em Curitiba, Paraná. Fundada em 2015, atua no segmento de securitização de recebíveis, com especialização no atendimento a clínicas odontológicas e de estética. A empresa oferece soluções de parcelamento de pagamentos e antecipação de recebíveis para estabelecimentos do setor de saúde privada.

## História
A Investmoney foi constituída em 2015 como securitizadora especializada no setor de saúde privada. A empresa desenvolveu um modelo de negócios focado em clínicas odontológicas e de estética.

## Modelo de negócios
A Investmoney opera através de parcerias com clínicas privadas, atuando como intermediadora financeira entre pacientes e prestadores de serviços. 
A empresa atende clínicas em diversas regiões do Brasil, concentrando-se nos segmentos de odontologia e medicina estética.